# Liste von Keulen
In der Liste der Keulen sind Keulen aus verschiedenen Zeitaltern und Kulturräumen aufgelistet. Die hier aufgelisteten Keulen wurden als Waffe oder als zeremoniellen Gegenstand benutzt. Gegebenenfalls sind nur die Keulenköpfe, (engl. Macehead) die geschäftet wurden, erhalten.

## A
- Apaʻapai
- Asháninka-Keule

## B
- Baggoro
- Baling Baling
- Batu Rajut
- Bowai

## C
- Cali (Waffe)
- Culacula

## D
- Dinka-Kriegskeule

## E
- Ebenholz-Keule

## G
- Gada (Keule)
- Gewehrschaft-Keule
- Gugu

## H
- Haida-Seehundkeule
- Hoeroa

## I
- Indan (Keule)

## K
- Keule
- Kinikini
- Knobkierrie
- Kotiate
- Kugelkopfkeule
- Kujerung

## L
- Leonile
- Lil-lil

## M
- Macana
- Me-Yarr-Oll
- Mere

## N
- Nashornvogel-Keule
- Nbouet-Keule
- Nifoʻoti

## P
- Pahua
- Paoa
- Papua-Schwertkeule
- Pouwhenua

## Q
- Qauata

## R
- Rhopalon

## S
- Sali (Waffe)
- Salomonen-Keule
- Sapakana
- Satall
- Sayala-Keule
- Scheibenkopf-Keule
- Schlägel
- Shillelagh (Waffe)
- Siriti siehe Gugu

## T
- Taiaha
- Tau Kien
- Tebutje
- Tewhatewha

## U
- U'u
- Ua (Waffe)

## V
- Vanuatu-Kriegskeule
- Vunikau

## W
- Wahaika
- Wēku